# باب بالمر
باب بالمر (انگلیسی: Bob Balmer؛ زادهٔ ۱ ژانویهٔ ۱۸۸۲) بازیکن فوتبال اهل بریتانیا است.
از باشگاه‌هایی که در آن بازی کرده‌است می‌توان به باشگاه فوتبال اورتون اشاره کرد.